# Hlas Česko Slovenska (2. řada)
Druhá řada Hlasu Česko Slovenska se vysílala od 5. března 2014 do 18. června 2014 na TV Nova a TV Markíza. Do křesel koučů, kterých je nově pět, se vrátila Dara Rolins, Josef Vojtek a Michal David a nově se k nim přidali Marta Jandová a Majk Spirit. Celkově však byly pouze 4 týmy, jelikož Dara Rolins a Marta Jandová utvořily dvojici a zasedly do speciálního dvojkřesla. Moderování se opět ujali Leoš Mareš a zpěvačka Tina. Druhá řada se nově vysílala ve středu nikoliv neděli.
Vítěz získal finanční odměnu 80 000 Eur a zájezd do Egypta. Jeden ze 16 finalistů dostal možnost vystoupit na velkém koncertu skupiny Kabát, kdo z nich to bude, rozhodovali samotní členové skupiny. Na závěr vybrali Lenku Hrůzovou.
Vítězem druhé řady Hlasu Česko Slovenska se stala Lenka Hrůzová z týmu Pepy Vojtka.

## Castingy
Castingy probíhaly na následujících místech:
| Město                      | Datum                   | Místo                          |
| -------------------------- | ----------------------- | ------------------------------ |
| Košice, Slovensko          | 13. prosince 2013       | Vzdelávacie centrum Teledom    |
| Banská Bystrica, Slovensko | 14. prosince 2013       | Hotel Dixon                    |
| Praha, Česko               | 13. a 14. prosince 2013 | Hotel NH Praha                 |
| Bratislava, Slovensko      | 15. a 16. prosince 2013 | Hotel Chopin                   |
| Ostrava, Česko             | 17. prosince 2013       | Clarion Congress Hotel Ostrava |
| Brno, Česko                | 18. prosince 2013       | Kongresové centrum – Veletrhy  |

## Koučové a moderátoři
Dne 4. prosince 2013 byl představen první kouč pro druhou řadu, jímž se stala Marta Jandová, která v tu dobu vystupovala v seriálu TV Nova Gympl s (r)učením omezeným. Následující den bylo oznámeno, že se do role kouče vrací Josef Vojtek. Poté byl oznámen i návrat Michala Davida a současně i příchod nováčka mezi kouči Majka Spirita, který nahradil rappera Rytmuse z první řady. Poté se očekávalo, že složení koučů je kompletní, ale dne 10. prosince 2013 byl ohlášen návrat Dary Rolins. Zároveň bylo oznámeno, že počet pěti koučů již je kompletní. Později přibyla informace, že Dara Rolins a Marta Jandová zasednou na speciální dvojkřeslo.
Dne 10. prosince 2013 byl také oznámen návrat moderátorů Leoše Mareše a Tiny.

## Týmy
| Koučové                   | Top 48             | Top 48             | Top 48            | Top 48             | Top 48          | Top 48            |
| ------------------------- | ------------------ | ------------------ | ----------------- | ------------------ | --------------- | ----------------- |
| Majk Spirit               | Martin Císar       | Martin a Blanka    | Kristína Mihaľová | Veronika Strapková | Vít Soural      | Anabela Mollová   |
| Majk Spirit               | Tomáš & Marek      | Katarína Kamencová | Ondřej Nováček    | Veronika Bílková   | Aneta Šrolerová | Miriama Filkašová |
| Majk Spirit               | Lenka Hrůzová      | Miroslava Zuntová  |                   |                    |                 |                   |
| Dara Rolins Marta Jandová | Andrea Holá        | Eliška Mrázová     | Jana Rybníčková   | Marek Relich       | Lucie Bakešová  | Jakub Vaňas       |
| Dara Rolins Marta Jandová | Adam Urban         | Barbora Drotárová  | Barbora Hořejší   | Natália Hatalová   | Ondřej Mašík    | Adéla Michálková  |
| Dara Rolins Marta Jandová | Martin Císar       | Jakub Nesnídal     |                   |                    |                 |                   |
| Josef Vojtek              | Lenka Hrůzová      | Simona Gážiková    | Viktor Holomek    | Edita Třísková     | Tomi Furmaník   | Tereza Hálová     |
| Josef Vojtek              | Michaela Zemánková | Jakub Nesnídal     | Richard Gajlík    | Simona Novotná     | Sára Milfajtová | Petra Kepeňová    |
| Josef Vojtek              | Zuzana Kamencová   | Adam Urban         |                   |                    |                 |                   |
| Michal David              | Vendula Příhodová  | Zolo Lebo          | Andrea Janczarová | Martin Kujan       | Patrik Malý     | Zuzana Kamencová  |
| Michal David              | Pavlína Ďuriačová  | Miroslava Zuntová  | Eva Kleinová      | Petra Magdová      | Robert Hlavatý  | Klára Kudláčová   |
| Michal David              | Andrea Holá        | Katarína Kamencová |                   |                    |                 |                   |

## Výběry naslepo
Ve výběrech naslepo předchází soutěžící před kouče, kteří jsou k němu otočeni zády. Zda se vystoupení soutěžícímu koučovi líbí, stiskne tlačítko „chci tě“ a otočí se k němu. Pokud se otočí více než jeden kouč, soutěžící si může vybrat, ke kterému z těch, co stiskli tlačítko půjde, pokud však stiskl tlačítko pouze jeden kouč, soutěžící automaticky postupuje k němu.

### 1. díl (5. března)
První epizoda výběru naslepo byla vysílána 5. března 2014. Koučové v první epizodě vystoupili s pětiminutovým mashupem písní: Michal David – Nonstop, Majk Spirit – Všetky oči na mne, Dara Rolins feat. Tomi Popovič – Nebo Peklo Raj, Die Happy – Good Bye, Kabát – Banditi di Praga.
| Pořadí | Soutěžící          | Věk     | Skladba                           | Výběr kouče a soutěžícího | Výběr kouče a soutěžícího | Výběr kouče a soutěžícího | Výběr kouče a soutěžícího |
| Pořadí | Soutěžící          | Věk     | Skladba                           | Majk                      | Dara a Marta              | Pepa                      | Michal                    |
| ------ | ------------------ | ------- | --------------------------------- | ------------------------- | ------------------------- | ------------------------- | ------------------------- |
| 1      | Veronika Strapková | 23      | „Natural Woman“                   | ✔                         | ✔                         | ✔                         | ✔                         |
| 2      | Jakub Nesnídal     | 17      | „Jailhouse Rock“                  | ✔                         | ✔                         | ✔                         | ✔                         |
| 3      | Dagmar Čampulová   | 17      | „Země vzdálená“                   | —                         | —                         | —                         | —                         |
| 4      | Zolo Lebo          | 38      | „When a Man Loves a Woman“        | ✔                         | ✔                         | —                         | ✔                         |
| 5      | Václav Duchek      | 20      | „Wild Country“                    | —                         | —                         | —                         | —                         |
| 6      | Katarína Kamencová | 24      | „Isn't She Lovely“                | —                         | —                         | —                         | ✔                         |
| 7      | Zuzana Kamencová   | 26      | „High“                            | —                         | —                         | ✔                         | ✔                         |
| 8      | Jiří Motyčák       | 34      | „Chci zas v tobě spát“            | —                         | —                         | —                         | —                         |
| 9      | Martin a Blanka    | 33 a 36 | „How Do I Keep The Music Playing“ | ✔                         | ✔                         | —                         | ✔                         |

### 2. díl (12. března)
Druhá epizoda výběru naslepo byla vysílána 12. března 2014.
| Pořadí | Soutěžící         | Věk     | Skladba                            | Výběr kouče a soutěžícího | Výběr kouče a soutěžícího | Výběr kouče a soutěžícího | Výběr kouče a soutěžícího |
| Pořadí | Soutěžící         | Věk     | Skladba                            | Majk                      | Dara a Marta              | Pepa                      | Michal                    |
| ------ | ----------------- | ------- | ---------------------------------- | ------------------------- | ------------------------- | ------------------------- | ------------------------- |
| 1      | Adéla Michálková  | 23      | „A Little Party Never Kill Nobody“ | ✔                         | ✔                         | —                         | ✔                         |
| 2      | Tomáš a Marek     | 24 a 27 | Mix skladeb                        | ✔                         | —                         | —                         | ✔                         |
| 3      | Lisa Bensonová    | 18      | „Stay“                             | —                         | —                         | —                         | —                         |
| 4      | Viktor Holomek    | 23      | „Messenger“                        | —                         | —                         | ✔                         | —                         |
| 5      | Lenka Hrůzová     | 24      | „Recovery“                         | ✔                         | ✔                         | ✔                         | ✔                         |
| 6      | Peter Milkovič    | 36      | „Country Roads“                    | —                         | —                         | —                         | —                         |
| 7      | Andrea Janczarová | 25      | „Listen“                           | —                         | —                         | —                         | ✔                         |
| 8      | Robert Hlavatý    | 45      | „You Can Leave Your Hat On“        | ✔                         | —                         | —                         | ✔                         |
| 9      | Barbora Drotárová | 22      | „I Follow Rivers“                  | —                         | ✔                         | —                         | ✔                         |
| 10     | Simona Gážiková   | 26      | „Highway To Hell“                  | —                         | ✔                         | ✔                         | ✔                         |

### 3. díl (19. března)
Třetí epizoda výběru naslepo byla vysílána 19. března 2014.
| Pořadí | Soutěžící           | Věk     | Skladba                | Výběr kouče a soutěžícího | Výběr kouče a soutěžícího | Výběr kouče a soutěžícího | Výběr kouče a soutěžícího |
| Pořadí | Soutěžící           | Věk     | Skladba                | Majk                      | Dara a Marta              | Pepa                      | Michal                    |
| ------ | ------------------- | ------- | ---------------------- | ------------------------- | ------------------------- | ------------------------- | ------------------------- |
| 1      | Natália Hatalová    | 24      | „At Last“              | ✔                         | ✔                         | —                         | ✔                         |
| 2      | Aneta Šrolerová     | 21      | „Run To You“           | ✔                         | —                         | —                         | ✔                         |
| 3      | Martin Císar        | 18      | „You Are So Beautiful“ | —                         | ✔                         | ✔                         | —                         |
| 4      | Veronika Bergmanová | 30      | „Respect“              | —                         | —                         | —                         | —                         |
| 5      | Simona Novotná      | 22      | „Domino“               | ✔                         | —                         | ✔                         | —                         |
| 6      | Miroslav Mates      | 27      | „Sweet Dreams“         | —                         | —                         | —                         | —                         |
| 7      | Marek Relich        | 19      | „Impossible“           | ✔                         | ✔                         | —                         | ✔                         |
| 8      | Veronika a Michal   | 33 a 29 | „Radioactive“          | —                         | —                         | —                         | —                         |
| 9      | Ondřej Nováček      | 18      | „The A Team“           | ✔                         | —                         | —                         | ✔                         |
| 10     | Pavlína Ďuriačová   | 25      | „Hero“                 | —                         | —                         | —                         | ✔                         |
| 11     | Sára Milfajtová     | 22      | „Když nemůžu spát“     | —                         | —                         | ✔                         | ✔                         |
| 12     | Petra Magdová       | 17      | „Listen“               | ✔                         | ✔                         | ✔                         | ✔                         |

### 4. díl (26. března)
Čtvrtá epizoda výběru naslepo byla vysílána 26. března 2014.
| Pořadí | Soutěžící          | Věk     | Skladba                 | Výběr kouče a soutěžícího | Výběr kouče a soutěžícího | Výběr kouče a soutěžícího | Výběr kouče a soutěžícího |
| Pořadí | Soutěžící          | Věk     | Skladba                 | Majk                      | Dara a Marta              | Pepa                      | Michal                    |
| ------ | ------------------ | ------- | ----------------------- | ------------------------- | ------------------------- | ------------------------- | ------------------------- |
| 1      | Edita Třísková     | 28      | „It’s a Heartache“      | —                         | —                         | ✔                         | ✔                         |
| 2      | Vít Soural         | 17      | „Get Lucky“ (v češtině) | ✔                         | —                         | —                         | ✔                         |
| 3      | Karin Kminiaková   | 18      | „Man In the Mirror“     | —                         | —                         | —                         | —                         |
| 4      | Ondřej Mašík       | 24      | „Try“                   | —                         | ✔                         | —                         | ✔                         |
| 5      | Barbora Hořejší    | 18      | „Toxic“                 | ✔                         | ✔                         | —                         | ✔                         |
| 6      | Robin a Eliška     | 25 a 21 | „Time Of My Life“       | —                         | —                         | —                         | —                         |
| 7      | Kristína Mihaľová  | 17      | „Summertime“            | ✔                         | ✔                         | —                         | ✔                         |
| 8      | Miriama Filkašová  | 26      | „Make You Feel My Love“ | ✔                         | —                         | —                         | ✔                         |
| 9      | Michaela Zemánková | 32      | „Mercy“                 | —                         | —                         | ✔                         | —                         |
| 10     | Klára Kudláčová    | 17      | „You Lost Me“           | —                         | —                         | —                         | ✔                         |
| 11     | Lukáš Vilimovský   | 20      | „Cesta“                 | —                         | —                         | —                         | —                         |
| 12     | Vendula Příhodová  | 24      | „Mercedes Benz“         | ✔                         | ✔                         | ✔                         | ✔                         |

### 5. díl (2. dubna)
Pátá epizoda výběru naslepo byla vysílána 2. dubna 2014.
| Pořadí | Soutěžící         | Věk | Skladba                 | Výběr kouče a soutěžícího | Výběr kouče a soutěžícího | Výběr kouče a soutěžícího | Výběr kouče a soutěžícího |
| Pořadí | Soutěžící         | Věk | Skladba                 | Majk                      | Dara a Marta              | Pepa                      | Michal                    |
| ------ | ----------------- | --- | ----------------------- | ------------------------- | ------------------------- | ------------------------- | ------------------------- |
| 1      | Patrik Malý       | 17  | „Let Her Go“            | ✔                         | ✔                         | ✔                         | ✔                         |
| 2      | Tomi Furmaník     | 32  | „Come Together“         | ✔                         | —                         | ✔                         | ✔                         |
| 3      | Anastasia Dunaeva | 18  | „Price Tag“             | —                         | —                         | —                         | —                         |
| 4      | Jaroslav Klein    | 35  | „Ještě že tě lásko mám“ | —                         | —                         | —                         | —                         |
| 5      | Eva Kleinová      | 35  | „If I Ain’t Got You“    | —                         | —                         | ✔                         | ✔                         |
| 6      | Lucie Bakešová    | 26  | „Skyskraper“            | ✔                         | ✔                         | —                         | —                         |
| 7      | Petra Kepeňová    | 30  | „Heaven“                | —                         | —                         | ✔                         | —                         |
| 8      | Adam Urban        | 22  | „Two Steps Behind“      | —                         | —                         | ✔                         | ✔                         |
| 9      | Kateřina Šalátová | 27  | „Treasure“              | —                         | —                         | —                         | —                         |
| 10     | Miroslava Zuntová | 16  | „Too Close“             | ✔                         | —                         | —                         | —                         |
| 11     | Diana Krišková    | 26  | „Use Somebody“          | —                         | —                         | —                         | —                         |
| 12     | Jakub Vaňas       | 21  | „Best Of You“           | —                         | ✔                         | —                         | ✔                         |
| 13     | Peter Karovič     | 26  | „You Are So Beautiful“  | —                         | —                         | —                         | —                         |
| 14     | Andrea Holá       | 17  | „Under“                 | ✔                         | ✔                         | —                         | ✔                         |

### 6. díl (9. dubna)
Poslední epizoda výběrů naslepo byla vysílána 9. dubna 2014.
| Pořadí | Soutěžící         | Věk | Skladba                          | Výběr kouče a soutěžícího | Výběr kouče a soutěžícího | Výběr kouče a soutěžícího | Výběr kouče a soutěžícího |
| Pořadí | Soutěžící         | Věk | Skladba                          | Majk                      | Dara a Marta              | Pepa                      | Michal                    |
| ------ | ----------------- | --- | -------------------------------- | ------------------------- | ------------------------- | ------------------------- | ------------------------- |
| 1      | Eliška Mrázová    | 19  | „Set Fire to the Rain“           | ✔                         | ✔                         | ✔                         | ✔                         |
| 2      | Richard Gajlík    | 43  | „Nie sme zlí“                    | —                         | —                         | ✔                         | ✔                         |
| 3      | Nathalie Boszhard | 29  | „No One“                         | —                         | —                         | —                         | —                         |
| 4      | Anabela Mollová   | 19  | „I Believe I Can Fly“            | ✔                         | ✔                         | —                         | —                         |
| 5      | Petr Urbánek      | 42  | „Basket Case“                    | —                         | —                         | —                         | —                         |
| 6      | Tereza Hálová     | 33  | „You Know I’m No Good“           | ✔                         | ✔                         | ✔                         | —                         |
| 7      | Alena Marjenková  | 16  | „Read All About It“              | —                         | —                         | Plno                      | —                         |
| 8      | Veronika Bílková  | 18  | „People Help the People“         | ✔                         | —                         | Plno                      | —                         |
| 9      | Olga Džuban       | 34  | „Burn“                           | Plno                      | —                         | Plno                      | —                         |
| 10     | Jana Rybníčková   | 21  | „Nobody Knows“                   | Plno                      | ✔                         | Plno                      | ✔                         |
| 11     | Martin Kujan      | 35  | „Where the Streets Have No Name“ | Plno                      | Plno                      | Plno                      | ✔                         |

## Souboje
Souboje se vysílaly celkem ve 4 epizodách. Soutěží ve dvou zazpívají jednu píseň. O složení dvojic rozhoduje sám kouč. Po odzpívání si kouč vybral, kterého ze soutěžících si nechá ve svém týmu. Nově je zde však možnost krádeže, kdy soutěžící, který v souboji prohrál může zůstat v soutěží, pokud o něj projeví zájem jiný z koučů. Koučové měli možnost pouze dvou krádeží.

### 7. díl (16. dubna)
| Kouč         | Pořadí | Vítěz              | Píseň                  | Poražený          | Krádeže | Krádeže      | Krádeže | Krádeže |
| Kouč         | Pořadí | Vítěz              | Píseň                  | Poražený          | Majk    | Dara a Marta | Pepa    | Michal  |
| ------------ | ------ | ------------------ | ---------------------- | ----------------- | ------- | ------------ | ------- | ------- |
| Dara a Marta | 1      | Eliška Mrázová     | „Little Talks“         | Jakub Nesnídal    | —       | X            | ✔       | —       |
| Michal David | 2      | Pavlína Ďuriačová  | „Ain't No Other Man“   | Klára Kudláčová   | —       | —            | —       | X       |
| Majk Spirit  | 3      | Kristína Mihaľová  | „Valerie“              | Miriama Filkašová | X       | —            | —       | —       |
| Pepa Vojtek  | 4      | Viktor Holomek     | „This Is War“          | Adam Urban        | ✔       | ✔            | X       | ✔       |
| Dara a Marta | 5      | Lucie Bakešová     | „Locked Out Of Heaven“ | Adéla Michálková  | —       | X            | —       | —       |
| Majk Spirit  | 6      | Veronika Strapková | „Diamonds“             | Aneta Šrolerová   | X       | —            | —       | —       |

### 8. díl (23. dubna)
| Kouč         | Pořadí | Vítěz             | Píseň                   | Poražený           | Krádeže | Krádeže      | Krádeže | Krádeže |
| Kouč         | Pořadí | Vítěz             | Píseň                   | Poražený           | Majk    | Dara a Marta | Pepa    | Michal  |
| ------------ | ------ | ----------------- | ----------------------- | ------------------ | ------- | ------------ | ------- | ------- |
| Dara a Marta | 1      | Jakub Vaňas       | „Love Me Again“         | Ondřej Mašík       | —       | X            | —       | —       |
| Majk Spirit  | 2      | Anabela Mollová   | „Girl On Fire“          | Veronika Bílková   | X       | —            | —       | —       |
| Michal David | 3      | Patrik Malý       | „Just Give Me A Reason“ | Katarína Kamencová | ✔       | —            | —       | X       |
| Pepa Vojtek  | 4      | Simona Gážiková   | „Tainted Love“          | Petra Kepeňová     | —       | —            | X       | —       |
| Dara a Marta | 5      | Barbora Drotárová | „Someone Like You“      | Natália Hatalová   | —       | X            | —       | —       |
| Majk Spirit  | 6      | Blanka a Martin   | „Imagine“               | Miroslava Zuntová  | X       | —            | —       | ✔       |

### 9. díl (30. dubna)
| Kouč         | Pořadí | Vítěz              | Píseň                      | Poražený        | Krádeže | Krádeže      | Krádeže | Krádeže |
| Kouč         | Pořadí | Vítěz              | Píseň                      | Poražený        | Majk    | Dara a Marta | Pepa    | Michal  |
| ------------ | ------ | ------------------ | -------------------------- | --------------- | ------- | ------------ | ------- | ------- |
| Michal David | 1      | Vendula Příhodová  | „Man! I Feel Like A Woman“ | Andrea Holá     | ✔       | ✔            | —       | X       |
| Majk Spirit  | 2      | Vít Soural         | „Billionaire“              | Ondřej Nováček  | X       | X            | —       | —       |
| Pepa Vojtek  | 3      | Michaela Zemánková | „Unconditionally“          | Sára Milfajtová | —       | X            | X       | —       |
| Michal David | 4      | Zolo Lebo          | „Senza Una Donna“          | Robert Hlavatý  | —       | X            | —       | X       |
| Pepa Vojtek  | 5      | Tereza Hálová      | „Next To Me“               | Simona Novotná  | —       | X            | X       | —       |
| Dara a Marta | 6      | Jana Rybníčková    | „Imagine“                  | Martin Císar    | ✔       | X            | —       | ✔       |

### 10. díl (7. května)
| Kouč         | Pořadí | Vítěz             | Píseň              | Poražený         | Krádeže | Krádeže      | Krádeže | Krádeže |
| Kouč         | Pořadí | Vítěz             | Píseň              | Poražený         | Majk    | Dara a Marta | Pepa    | Michal  |
| ------------ | ------ | ----------------- | ------------------ | ---------------- | ------- | ------------ | ------- | ------- |
| Michal David | 1      | Martin Kujan      | „When You're Gone“ | Petra Magdová    | X       | X            | —       | —       |
| Pepa Vojtek  | 2      | Edita Třísková    | „Run Baby Run“     | Zuzana Kamencová | X       | X            | X       | ✔       |
| Dara a Marta | 3      | Marek Relich      | „Broken Strings“   | Barbora Hořejší  | X       | X            | —       | X       |
| Pepa Vojtek  | 4      | Tomi Furmaník     | „Dakota“           | Richard Gajlík   | X       | X            | X       | X       |
| Michal David | 5      | Andrea Janczarová | „There You'll Be“  | Eva Kleinová     | X       | X            | —       | X       |
| Majk Spirit  | 6      | Tomáš a Marek     | „Numb“             | Lenka Hrůzová    | X       | X            | ✔       | X       |

## K.O.
Nově zavedená část soutěže K.O. Soutěžící jsou rozděleni do dvojic podle pokynů svého kouče, ve dvojicích proti sobě soupeří, ale každý ze soutěžících zpívá zvlášť, sebou vybranou píseň.

### 11. díl (14. května)
| Kouč         | Pořadí | Vítěz              | Píseň                 | Poražený           | Píseň                   |
| ------------ | ------ | ------------------ | --------------------- | ------------------ | ----------------------- |
| Pepa Vojtek  | 1      | Viktor Holomek     | „Rolling In The Deep“ | Jakub Nesnídal     | „Rock Around The Clock“ |
| Michal David | 2      | Vendula Příhodová  | „Bound To You“        | Miroslava Zuntová  | „Summertime Sadness“    |
| Dara a Marta | 3      | Marek Relich       | „Wrecking Ball“       | Barbora Drotárová  | „I'm Like A Bird“       |
| Majk Spirit  | 4      | Veronika Strapková | „It's A Man's World“  | Katarína Kamencová | „Wake Me Up“            |
| Michal David | 5      | Andrea Janczarová  | „One Night Only“      | Pavlína Ďuriačová  | „The Best“              |
| Pepa Vojtek  | 6      | Simona Gážiková    | „Sweet Child O'Mine“  | Michaela Zemánková | „Funhouse“              |
| Dara a Marta | 7      | Jana Rybníčková    | „Skyfall“             | Adam Urban         | „Whiskey In The Jar“    |
| Majk Spirit  | 8      | Blanka a Martin    | „Wake Up Everybody“   | Tomáš a Marek      | „Nobody's Perfect“      |

### 12. díl (21. května)
| Kouč         | Pořadí | Vítěz             | Píseň                        | Poražený         | Píseň                       |
| ------------ | ------ | ----------------- | ---------------------------- | ---------------- | --------------------------- |
| Dara a Marta | 1      | Eliška Mrázová    | „Man Down“                   | Jakub Vaňas      | „Treasure“                  |
| Majk Spirit  | 2      | Martin Císar      | „Recovery“                   | Anabela Mollová  | „His Eye Is on the Sparrow“ |
| Michal David | 3      | Zolo Lebo         | „Somebody To Love“           | Zuzana Kamencová | „Nobody's Wife“             |
| Pepa Vojtek  | 4      | Edita Třísková    | „What's Up“                  | Tereza Hálová    | „Fly Away“                  |
| Dara a Marta | 5      | Andrea Holá       | „Stormy Monday“              | Lucie Bakešová   | „You Oughta Know“           |
| Michal David | 6      | Martin Kujan      | „Roxanne“                    | Patrik Malý      | „Pompeii“                   |
| Majk Spirit  | 7      | Kristína Mihaľová | „Crazy“                      | Vít Soural       | „Can't Hold Us“             |
| Pepa Vojtek  | 8      | Lenka Hrůzová     | „That Ole Devil Called Love“ | Tomi Furmaník    | „Dnes“                      |

## Živé přenosy
Živé přenosy jsou poslední částí Hlasu Česko Slovenska. Soutěžící v nich zpívají písně vybrané porotci. V případě druhé řady soutěžící zpívají po dobu tří týdnů a ve čtvrtém se odehrálo finále. Soutěžící postupují na základě SMS hlasů, které v době přenosu zasílají diváci.

### Týden 1 (28. května)
První živý přenos se vysílal 28. května 2014. Rozhodnutí se vysílalo hned po tom. Soutěžící s nejvyšším počtem hlasů a druhý soutěžícím s nejvyšším počtem hlasů postupují do dalšího kola. O postupu třetího a čtvrtého soutěžícího rozhoduje kouč.
| Pořadí | Kouč         | Soutěžící          | Píseň                                   | Rozhodnutí      |
| ------ | ------------ | ------------------ | --------------------------------------- | --------------- |
| 1      | Pepa Vojtek  | Viktor Holomek     | „Titanium“                              | Záchrana koučem |
| 2      | Michal David | Andrea Janczarová  | „Beautiful“                             | Záchrana koučem |
| 3      | Dara a Marta | Andrea Holá        | „I Wanna Dance with Somebody“           | Postupující     |
| 4      | Majk Spirit  | Kristína Miháľová  | „Happy“                                 | Záchrana koučem |
| 5      | Pepa Vojtek  | Edita Třísková     | „Alone“                                 | Nepostupující   |
| 6      | Michal David | Martin Kujan       | „It's Time“                             | Nepostupující   |
| 7      | Dara a Marta | Jana Rybníčková    | „Firework“                              | Záchrana koučem |
| 8      | Majk Spirit  | Martin Císar       | „All Of Me“                             | Postupující     |
| 9      | Pepa Vojtek  | Lenka Hrůzová      | „Open Your Eyes“                        | Postupující     |
| 10     | Michal David | Zolo Lebo          | „How am I Supposed To Live Without You“ | Postupující     |
| 11     | Dara a Marta | Eliška Mrázová     | „Girls Just Wanna Have Fun“             | Postupující     |
| 12     | Majk Spirit  | Veronika Strapková | „Royals“                                | Nepostupující   |
| 13     | Pepa Vojtek  | Simona Gážiková    | „Bad Romance“                           | Postupující     |
| 14     | Michal David | Vendula Příhodová  | „Creep“                                 | Postupující     |
| 15     | Dara a Marta | Marek Relich       | „Mirrors“                               | Nepostupující   |
| 16     | Majk Spirit  | Blanka a Martin    | „Man In The Mirror“                     | Postupující     |

### Týden 2 (4. června)
Druhý živý přenos se vysílal 4. června 2014. Rozhodnutí se vysílalo hned po tom. Soutěžící s nejvyšším počtem hlasů s nejvyšším počtem hlasů postupuje do dalšího kola. O postupu druhého a třetího soutěžícího rozhoduje kouč.
| Pořadí | Kouč         | Soutěžící         | Píseň                                     | Rozhodnutí      |
| ------ | ------------ | ----------------- | ----------------------------------------- | --------------- |
| 1      | Majk Spirit  | Kristína Mihaľová | „It's Oh So Quiet“                        | Nepostupující   |
| 2      | Dara a Marta | Jana Rybníčková   | „Paradise City“                           | Nepostupující   |
| 3      | Michal David | Andrea Janczarová | „Bang Bang (My Baby Shot Me Down)“        | Nepostupující   |
| 4      | Pepa Vojtek  | Viktor Holomek    | „Here Without You“                        | Nepostupující   |
| 5      | Majk Spirit  | Martin Císar      | „The Way You Make Me Feel“                | Postupující     |
| 6      | Dara a Marta | Eliška Mrázová    | „Let It Go“                               | Postupující     |
| 7      | Michal David | Vendula Příhodová | „Stronger“                                | Záchrana koučem |
| 8      | Pepa Vojtek  | Simona Gážiková   | „Still Loving You“                        | Záchrana koučem |
| 9      | Majk Spirit  | Blanka a Martin   | „Ain't No Mountain High Enough“           | Záchrana koučem |
| 10     | Dara a Marta | Andrea Holá       | „Hot Stuff“                               | Záchrana koučem |
| 11     | Michal David | Zolo Lebo         | „Something Happened On The Way To Heaven“ | Postupující     |
| 12     | Pepa Vojtek  | Lenka Hrůzová     | „Časy se mění“                            | Postupující     |

| Pořadí | Vystupující               | Píseň               |
| ------ | ------------------------- | ------------------- |
| 1      | Marta Jandová a Die Happy | „I Could Die Happy“ |

### Týden 3 (11. června)
Třetí živý přenos se vysílal 4. června 2014. Rozhodnutí se vysílalo hned po té. Soutěžící s nejvyšším počtem hlasů postoupil do grandfinále. V rámci večera zazpívali také členové jednotlivých týmů společně s jedním ze zvláštních hostů. Hosté byli Ewa Farna, Václav Noid Bárta, Helena Vondráčková a Richard Müller.
| Pořadí | Kouč         | Soutěžící         | Píseň                           | Rozhodnutí    |
| ------ | ------------ | ----------------- | ------------------------------- | ------------- |
| 1      | Dara a Marta | Eliška Mrázová    | „Love The Way You Lie“          | Nepostupující |
| 2      | Majk Spirit  | Martin Císar      | „Hallelujah“                    | Postupující   |
| 3      | Michal David | Vendula Příhodová | „Brand New Me“                  | Postupující   |
| 4      | Pepa Vojtek  | Simona Gážiková   | „It's My Life“                  | Nepostupující |
| 5      | Dara a Marta | Andrea Holá       | „Purple Rain“                   | Postupující   |
| 6      | Majk Spirit  | Blanka a Martin   | „Don't You Worry About A Thing“ | Nepostupující |
| 7      | Michal David | Zolo Lebo         | „When I Was Your Man“           | Nepostupující |
| 8      | Pepa Vojtek  | Lenka Hrůzová     | „I Feel You“                    | Postupující   |

| Pořadí | Vystupující                             | Píseň                  |
| ------ | --------------------------------------- | ---------------------- |
| 1      | Richard Müller a tým Majka Spirita      | „Štěstí je krásná věc“ |
| 2      | Ewa Farna a tým Dary a Marty            | „Toužím“               |
| 3      | Václav Noid Bárta a tým Pepy Vojtka     | „Nezvládne“            |
| 4      | Helena Vondráčková a tým Michala Davida | „To tehdy padal déšť“  |
| 5      | Majk Spirit                             | „Mama“                 |

### Finále (18. června)
Finále se vysílalo 18. června 2014. Finálová čtyřka si celkem zazpívala tři písně: píseň vybranou, českou píseň a duet s koučem. Pouze při finále mohli pro své finalisty diváci hlasovat celý týden od vyhlášení 4 finalistů až do průběhu finále, kdy bylo hlasování zastaveno moderátory. Pepa Vojtek během večera vyhlásil, kdo z 16 finalistů vystoupí společně s jeho skupinou Kabát vystoupí na jejich koncertu. Vybrána byla Lenka Hrůzová. Vítěz Hlasu získal šek v hodnotě 80 000 Eur, možnost vydání své desky a zájezd od cestovní kanceláře Blue Style.
Vítězem druhé řady Hlasu Česko Slovenska se stala Lenka Hrůzová z týmu Pepy Vojtka. Na závěr finále zazpívala píseň „Recovery“ od Kosheen, kterou předvedla již ve výběrech naslepo.
| Pořadí | Kouč         | Soutěžící         | Píseň                   | Rozhodnutí   |
| ------ | ------------ | ----------------- | ----------------------- | ------------ |
| 1      | Michal David | Vendula Příhodová | „Black Velvet“          | Druhé místo  |
| 2      | Majk Spirit  | Martin Císar      | „Boli sme raz milovaní“ | Třetí místo  |
| 3      | Dara a Marta | Andrea Holá       | „Rise Like A Phoenix“   | Čtvrté místo |
| 4      | Pepa Vojtek  | Lenka Hrůzová     | „Z nebe pláče déšť“     | Vítěz        |
| 5      | Michal David | Vendula Příhodová | „Jednoho dne se vrátíš“ | Druhé místo  |
| 6      | Majk Spirit  | Martin Císar      | „The Power Of Love“     | Třetí místo  |
| 7      | Dara a Marta | Andrea Holá       | „Boty proti lásce“      | Čtvrté místo |
| 8      | Pepa Vojtek  | Lenka Hrůzová     | „Golden Eye“            | Vítěz        |

| Pořadí | Vystupující                      | Píseň                       |
| ------ | -------------------------------- | --------------------------- |
| 1      | Lenka Hrůzová a Pepa Vojtek      | „Jen jednou dostat šanci“   |
| 2      | Vendula Příhodová a Michal David | „Up Where We Belong“        |
| 3      | Andrea Holá a Dara a Marta       | „I Feel Good“               |
| 4      | Martin Císar a Majk Spirit       | „I Was Wrong“               |
| 5      | Blanka Janečková a Martin Svátek | „Celebration od Delegation“ |

## Sledovanost
TV Nova a TV Markíza druhou sérii Hlasu Česko Slovenska nasadily na středu, tedy na pracovní den a nikoliv na neděli, jak je to u těchto reality show zvykem. První díl na TV Nova sledovalo přibližně 800 tisíc diváků a na Slovensku pak 650 tisíc diváků.

| #  | Díl                   | Datum premiéry  | Sledovanost Česko | Sledovanost Slovensko (12-54) |
| -- | --------------------- | --------------- | ----------------- | ----------------------------- |
| 1  | Výběr naslepo, část 1 | 5. března 2014  | 797 000           | 648 000 (12+)                 |
| 2  | Výběr naslepo, část 2 | 12. března 2014 | 870 000           | 373 000                       |
| 3  | Výběr naslepo, část 3 | 19. března 2014 | 822 000           | 413 000                       |
| 4  | Výběr naslepo, část 4 | 26. března 2014 | 807 000           | 372 000                       |
| 5  | Výběr naslepo, část 5 | 2. dubna 2014   | 797 000           | 354 000                       |
| 6  | Výběr naslepo, část 6 | 9. dubna 2014   | 782 000           | 344 000                       |
| 7  | Souboj, část 1        | 16. dubna 2014  | 779 000           | 388 000                       |
| 8  | Souboj, část 2        | 23. dubna 2014  | 744 000           | 309 000                       |
| 9  | Souboj, část 3        | 30. dubna 2014  | 543 000           | 296 000                       |
| 10 | Souboj, část 4        | 7. května 2014  | 703 000           | 315 000                       |
| 11 | K.O., část 1          | 14. května 2014 | 628 000           | 198 000                       |
| 12 | K.O., část 2          | 21. května 2014 | 576 000           | 234 000                       |
| 13 | Týden 1: Vystoupení   | 28. května 2014 | 516 000           | —                             |
| 14 | Týden 1: Rozhodnutí   | 28. května 2014 | 516 000           | —                             |
| 15 | Týden 2: Vystoupení   | 4. června 2014  | 510 000           | 215 000                       |
| 16 | Týden 2: Rozhodnutí   | 4. června 2014  | 510 000           | 215 000                       |
| 17 | Týden 3: Vystoupení   | 11. června 2014 | 464 000           | 202 000                       |
| 18 | Týden 3: Rozhodnutí   | 11. června 2014 | 408 000           | 202 000                       |
| 19 | Grandfinále           | 18. června 2014 | 592 000           | 201 000                       |